# Оман на літніх Олімпійських іграх 2004
Оман брав участь у  Літніх Олімпійських іграх 2004 року в Афінах (Греція) вшосте за свою історію. За спортивну честь країни боролися 2 спортсмени у 2 видах спорту (легка атлетика і стрільба), але жодної медалі не завоювали. Прапороносцем був Хамуд Абдулла Аль Далхамі.